# Bālyāvī
Bālyāvī är en ort i Iran.   Den ligger i provinsen Khuzestan, i den centrala delen av landet, 500 km söder om huvudstaden Teheran. Bālyāvī ligger 526 meter över havet och antalet invånare är 297.
Terrängen runt Bālyāvī är varierad. Runt Bālyāvī är det ganska glesbefolkat, med 47 invånare per kvadratkilometer. Närmaste större samhälle är Līkak, 7,7 km väster om Bālyāvī. Omgivningarna runt Bālyāvī är i huvudsak ett öppet busklandskap.